# Detective Conan: capturado en sus ojos
Detective Conan: Capturado en sus ojos (名探偵コナン 瞳の中の暗殺者  Meitantei Conan: Hitomi no Nakano Ansatsusha?) es el título del cuarto largometraje de la serie de anime y manga Detective Conan estrenado en Japón el 22 de abril del 2000.  
En España la película ya fue adquirida por la productora de la serie Arait Multimedia, y ha sido estrenada el 14 de enero de 2011 en España por Cartoon Network.

## Música
El ending de la película es “Anata Ga Iru Kara” de Miho Komatsu.

## Seiyu / Voces
| Personaje           | Voz Japonesa       | Voz Española              |
| ------------------- | ------------------ | ------------------------- |
| Shinichi Kudo       | Kappei Yamaguchi   | Juan Navarro              |
| Conan Edogawa       | Minami Takayama    | Diana Torres              |
| Ran Mouri           | Wakana Yamazaki    | Carolina Tak              |
| Kogoro Mouri        | Akira Kamiya       | Angel Amorós              |
| Profesor Agasa      | Kenichi Ogata      | Salvador Serrano          |
| Inspector Megure    | Chafūrin           | Francisco Andrés Valdivia |
| Detective Shiratori | Kaneto Shiozawa    | Miguel Ángel del Hoyo     |
| Genta Kojima        | Wataru Takagi      | José Carabias             |
| Ayumi Yoshida       | Yukiko Iwai        | Marta Sáinz               |
| Mitsuhiko Tsubaraya | Ikue Ohtani        | Gema Carballedo           |
| Detective Takagi    | Wataru Takagi      | Alfredo Martínez          |
| Detective Sato      | Atsuko Yuya        | Mercedes Espinosa         |
| Sonoko Suzuki       | Naoko Matsui       | Mercedes Espinosa         |
| Ai Haibara          | Megumi Hayashibara | Silvia Sarmentera         |
| Detective Chiba     | Isshin Chiba       | José Carabias             |
| Toshiya Odagiri     | Hisao Egawa        | Jorge Saudinós            |
| Toshirô Odagiri     | Kōji Nakata        | Fernando Elegido          |
| Kyôsuke Kazato      | Kazuhiko Inoue     | Francisco Vaquero         |
| Eri Kisaki          | Gara Takashima     | Marta Sáinz               |
| Tamaki Jinno        | Rica Fukami        | Silvia Sarmentera         |
| Tamotsu Jinno       | Naoya Uchido       | Salvador Serrano          |
| Makoto Tomonari     | Toshiyuki Morikawa | José María Carrero        |
| Sara Shiratori      | Sayaka Ohara       | Gema Carballedo           |
| Osamu Narasawa      | Yutaka Shimaka     | David Beteta              |
| Yoichiro Shiba      | Jin Yamanoi        | José María Carrero        |
| Inspector Tomonari  | Takao Ôyama        | Salvador Serrano          |

## La película en el mundo
| #  | País           | Título                                        | Estreno                 |
| -- | -------------- | --------------------------------------------- | ----------------------- |
| 1  | Alemania       | Detektiv Conan: Der Killer in ihren Augen     | 25 de febrero de 2008   |
| 2  | Cataluña       | El detectiu Conan: Atrapat als seus ulls      | 10 de abril de 2009     |
| 3  | Estados Unidos | Case Closed: Captured in Her Eyes             | 29 de diciembre de 2009 |
| 4  | Japón          | Meitantei Conan: Hitomi no naka no ansatsusha | 22 de abril de 2000     |
| 5  | Francia        | Détective Conan: Mémoire Assassine            | 16 de julio de 2008     |
| 6  | Italia         | Detective Conan: Solo nei suoi occhi          | 26 de diciembre de 2005 |
| 7  | Corea del Sur  | 명탐정 코난 극장판: 눈동자 속의 암살자        | 25 de agosto de 2008    |
| 8  | Taiwán         | 名偵探柯南-瞳孔中的暗殺者                     |                         |
| 9  | España         | Detective Conan: Capturado en sus ojos        | 14 de enero de 2011     |
| 10 | Galicia        | O detective Conan: Engaiolado nos seus ollos  | 14 de julio de 2013     |